# Leibchel

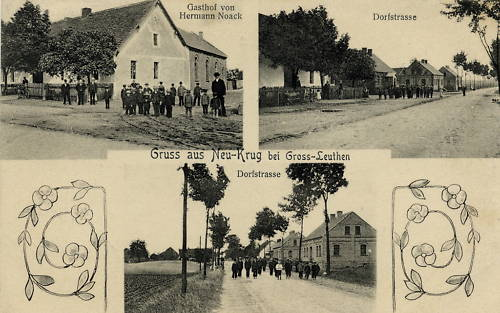
Leibchel, Postkarte, um 1900

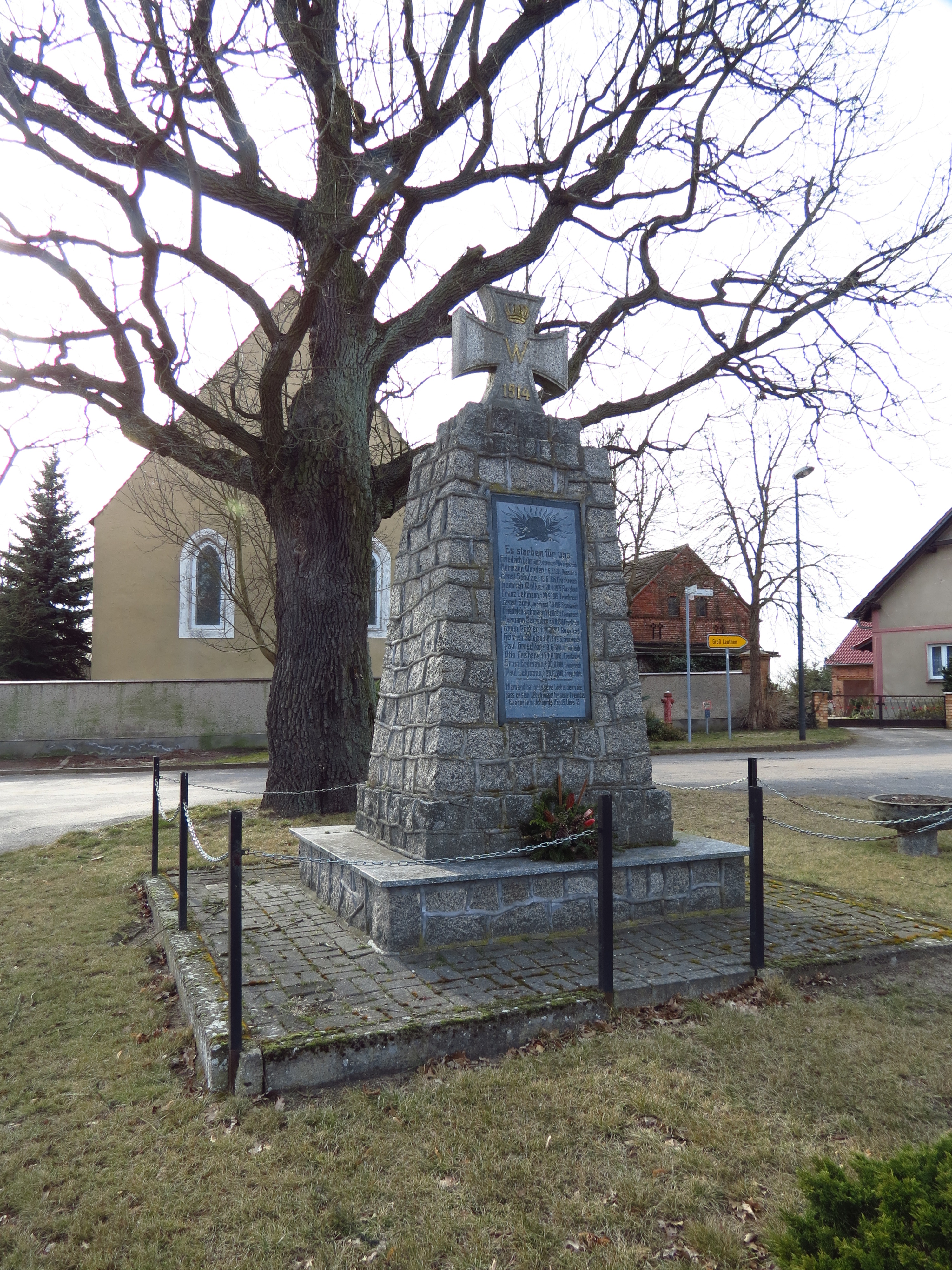
Kriegerdenkmal vor der Dorfkirche Leibchel

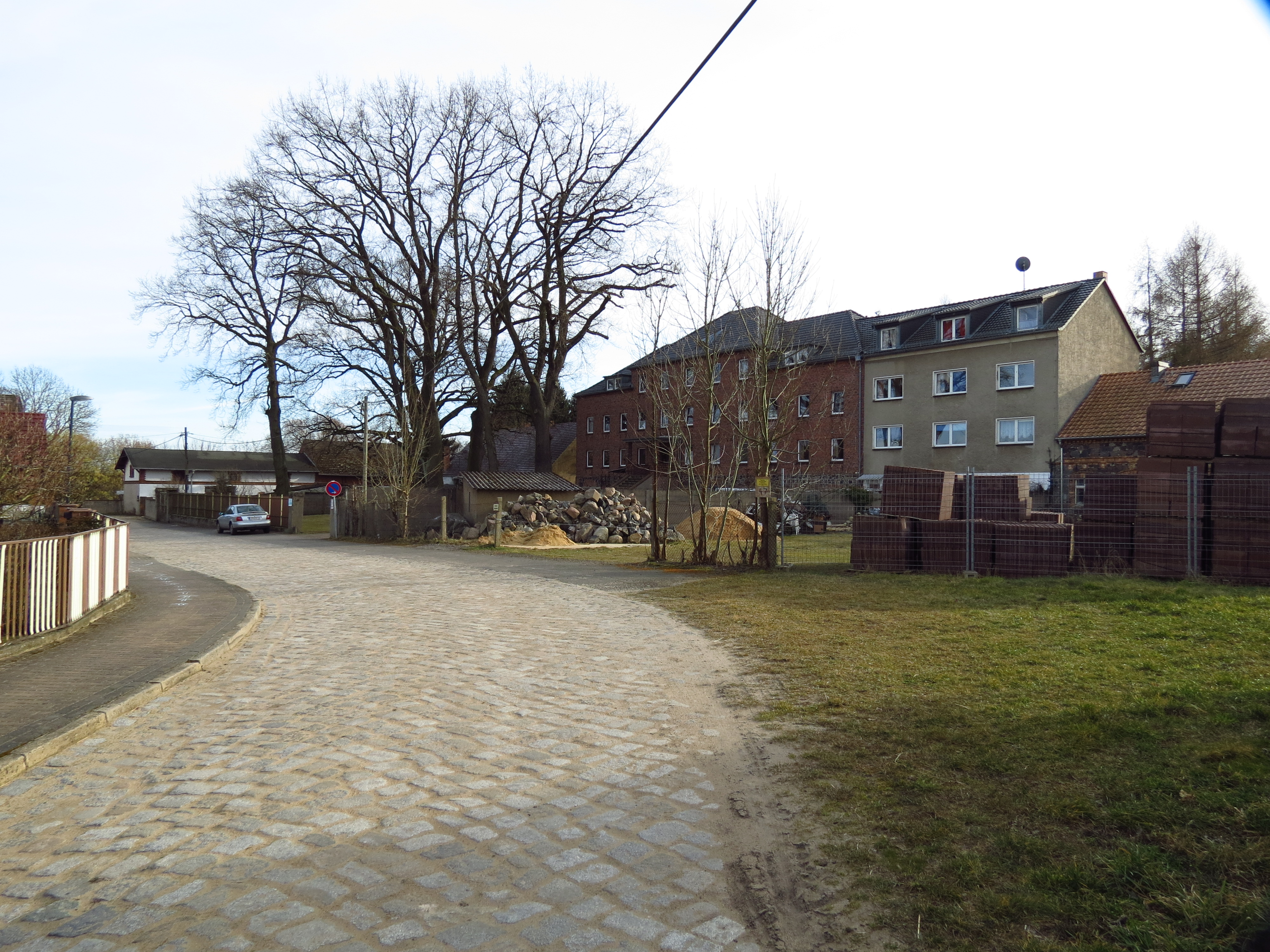
Ehemaliges Gut, fast alle alten Gebäude sind durch Neubauten ersetzt

Leibchel (niedersorbisch Lubochol) ist ein Ortsteil der Gemeinde Märkische Heide im Landkreis Dahme-Spreewald (Brandenburg). Bis zum Zusammenschluss der 17 Gemeinden des ehemaligen Amtes Märkische Heide zur Gemeinde Märkische Heide war Leibchel eine selbständige Gemeinde.

## Geographie
Leibchel liegt rund 18 km nordöstlich von Lübben (Spreewald), etwa 14 km südwestlich von Friedland und nur knapp 3 km ostsüdöstlich von Groß Leuthen. Es liegt nur wenige hundert Meter nordwestlich der B 87 und ist von dieser Straße durch zwei Zubringerstraßen zu erreichen. Die größere der beiden Straßen, die K6113 führt durch den Ort hindurch einerseits nach Klein Leuthen, andererseits zur B 179 und nach Groß Leuthen. Durch den verstärkten Ausbau des früheren Wohnplatzes Neue Krug östlich des ursprünglichen Ortskerns besitzt Leibchel nun zwei Siedlungskerne.
Die Gemarkung von Leibchel grenzt im Norden an die Gemarkung von Schuhlen-Wiese (bzw. die frühere Gemarkung von Schuhlen), im Osten an die Gemarkungen von Ressen und Guhlen, im Süden an die Gemarkungen von Glietz und Groß Leine, im Südwesten an die Gemarkung Dollgen, und im Westen und Nordwesten an die Gemarkung von Groß Leuthen. Das Rocher Mühlenfließ hat seinen Ursprung zwar schon auf der Glietzer Gemarkung, bezieht sein Wasser aber im Wesentlichen aus Gräben der sumpfigen Wiesen, die Leibchel umgeben. Höchster Punkt der Gemarkung ist der 65,8 m hohe Weinberg, tiefster Punkt das Rocher Mühlenfließ im Norden der Gemarkung bei etwa 44 m.
Auf der Gemarkung Leibchel liegt der Wohnplatz Neukrug (Nowa Kjarcma).

## Geschichte
Der Ort wurde bereits 1004 erstmals in einer Urkunde als Liubocholi genannt. Aufgrund der frühen Nennung ist der Name sicher von einem aso. Personennamen Ľubochoł abzuleiten. Der Name ist somit als Ort des Ľubochoł zu deuten. Ľub leitet sich vom slaw. ľubь = lieb ab. Die Ableitung von -chol ist schwierig, vielleicht besteht ein Zusammenhang mit russ. cholit = pflegen, hätscheln (vgl. auch nso. pachol = Knabe, Bursche). Nach seiner Struktur ist Leibchel ein Sackgassendorf, wie auch im Schmettauschen Kartenwerk noch deutlich zu erkennen ist.
Heinrich II. schenkte am 8. August 1004, damals noch als König des Ostfrankenreiches (Kaiser ab 1014), die civitates Triebus und Liubochoni, und die Orte Mroscina, Grothisti, Liubsi, Zloupisti und Gozteuuissi an das Kloster Nienburg an der Saale. Während die Deutung der civitates Triebus umstritten ist, häufig wird es auch mit Trebbus oder Trebitz gleichgesetzt, andere identifizieren es mit Trebatsch, was viel besser passen würde, liegen beide Orte Triebus und Liubochoni/Liubocholi doch an einer alten Heerstraße (von Leipzig nach Frankfurt (Oder)), ist die Deutung von Liubocholi als Leibchel unumstritten. Liubocholi/Leibchel war nach den damaligen Maßstäben eine Stadt (civitas) oder zumindest eine größere Siedlung mit einer Befestigung. Die Burg bzw. Befestigung lag am Südende der Siedlung etwa an der Stelle des heutigen Rittergutes. Das heutige Leibchel liegt auf einem sanften Hügel umgeben von sumpfigen Wiesen und Wasserläufen, nimmt aber nur etwa die Hälfte dieses Hügels ein. Das alte Liubocholi könnte also etwa doppelt so groß gewesen sein. Es war damals nur von Nordosten her über eine Brücke zugänglich, die heutige K 6113. Der heutige zweite, etwas südlicher gelegene, von Osten ins Dorf führende Zugang von der B 87 her, ist im Schmettauschen Kartenwerk von 1767/87 noch nicht verzeichnet, ist also neueren Datums. Auch im späteren Mittelalter und der frühen Neuzeit führte der einzige Zugang zum Dorf über diese Brücke.
Heinrich von Röbel ließ 1592 bei Leibchel eine Windmühle bauen, was der Genehmigung des Landvogtes bedurfte. Unklar ist allerdings, ob diese Windmühle bereits an ihrem später nachgewiesenen Platz östlich der Heerstraße Leipzig-Frankfurt (Oder) (die heutige B 87) stand.
Als Joachim von Röbel 1613 Leibchel von seinem Vater Heinrich übernahm, gehörte zum Inventar Braugerät und Braupfanne, ein deutlicher Hinweis auf die mit dem Gut verbundene Braugerechtigkeit und einen Krug im Ort. Da der spätere Krug Neukrug genannt wurde, ist wohl eher daran zu denken, dass der alte Krug im Ortskern lag. Der Flurname Weinberg, nördlich des Ortskerns gelegen, deutet auf früheren Weinbau auf der Leibcheler Gemarkung hin.

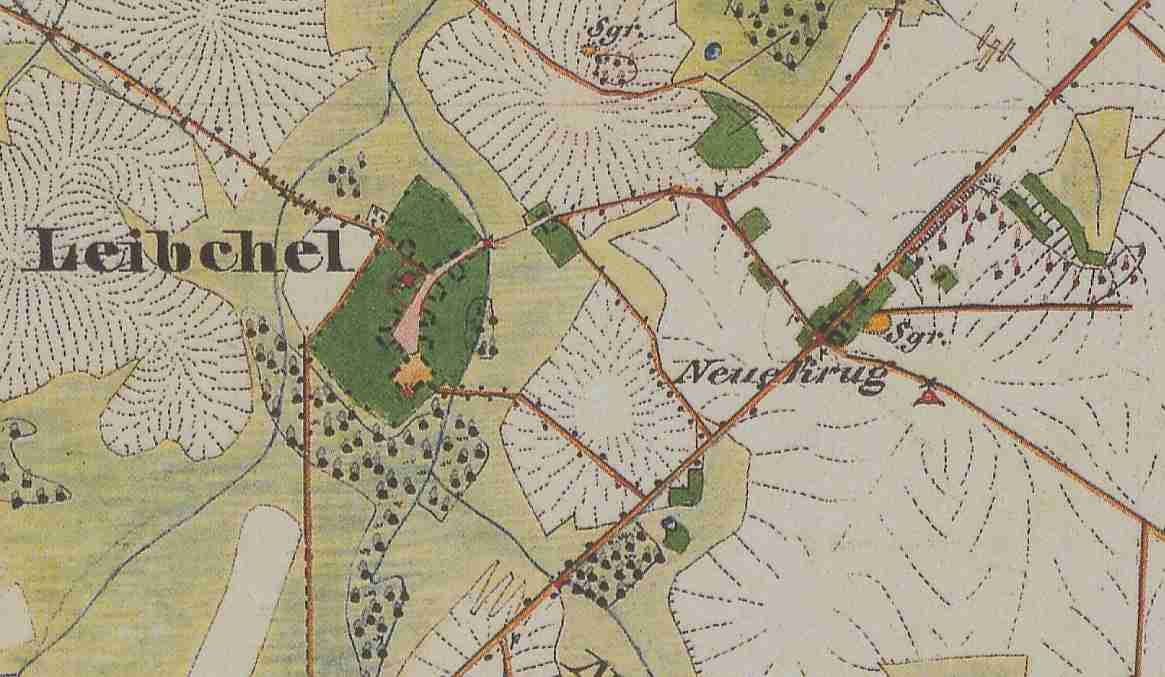
Leibchel auf dem Urmesstischblatt 3950 Groß Leuthen von 1846

1708 wohnten drei Bauern, neun Kossäten und ein Büdner im Ort. 1718 waren es noch zwei Bauern. Das Dorf hatte eine Schatzung von 866 Gulden. 1755 werden 171 „Konsumenten“ genannt. Die durchschnittliche Ernte in Dresdner Scheffeln betrug 481¾ Scheffel Korn, ein Scheffel Weizen, 125 Scheffel Gerste, 61¼ Scheffel Hafer, 8 Scheffel Erbsen, 50 Scheffel Heidekorn (= Buchweizen), 4 Scheffel Hopfen und 7 1/8 Scheffel Lein. Im Schmettauschen Kartenwerk von 1767/87 sind der neue Krug und die Windmühle am später belegten Standort bereits verzeichnet. Die Windmühle stand an der Straße von Neukrug nach Guhlen auf einem auffallend geschnittenen Grundstück (Nr. 12 bei ALKIS). Die südwestlich und südlich anschließenden Äcker werden als Mühlenschlag bezeichnet. 1795 nennen die Urkunden 8 Freibüdner. 1809 bestand die Wohnbevölkerung Leibchels aus 3 Ganzbauern (Vollbauern), 8 Ganzkossäten, 2 Halbkossäten und 13 Häuslern oder Büdnern. 1818 gab es in Leibchel selber 31 Feuerstellen und 194 Einwohner, bei der Leibcheler Windmühle eine Feuerstelle und 4 Einwohner und beim Sandkrug 1 Haus in dem 5 Menschen lebten. 1840 nennt die Topographische Übersicht dagegen nur 27 Häuser und 172 Einwohner im Ortskern, dazu gab es im Wohnplatz Neukrug, damals Sandkrug, auch Neue Schänke und Klein-Leibchel genannt (einschließlich der Windmühle), bereits 9 Häuser in denen 54 Menschen wohnten, also insgesamt 36 Häuser und 226 Einwohner. Für 1861 ist ein Schulgebäude belegt. 1864 hatte Leibchel 290 Einwohner. Im Dorf selber wohnten in 27 Häusern 212 Menschen, in Neukrug (auch Sandkrug und Klein-Leibchel genannt) gab es bereits 14 Häuser mit 78 Bewohnern. Dort hatten sich auch zwei ausgebauten Gehöfte angesiedelt; die Windmühle wurde ebenfalls dazu gerechnet. In der zweiten Hälfte des 19. Jahrhunderts bis Anfang des 20. Jahrhunderts wurde in der Niederung nordwestlich des Ortskerns Torf gestochen.
| Bevölkerungsentwicklung von 1818 bis 2002 | Bevölkerungsentwicklung von 1818 bis 2002 | Bevölkerungsentwicklung von 1818 bis 2002 | Bevölkerungsentwicklung von 1818 bis 2002 | Bevölkerungsentwicklung von 1818 bis 2002 | Bevölkerungsentwicklung von 1818 bis 2002 | Bevölkerungsentwicklung von 1818 bis 2002 | Bevölkerungsentwicklung von 1818 bis 2002 | Bevölkerungsentwicklung von 1818 bis 2002 | Bevölkerungsentwicklung von 1818 bis 2002 | Bevölkerungsentwicklung von 1818 bis 2002 | Bevölkerungsentwicklung von 1818 bis 2002 | Bevölkerungsentwicklung von 1818 bis 2002 | Bevölkerungsentwicklung von 1818 bis 2002 | Bevölkerungsentwicklung von 1818 bis 2002 |
| ----------------------------------------- | ----------------------------------------- | ----------------------------------------- | ----------------------------------------- | ----------------------------------------- | ----------------------------------------- | ----------------------------------------- | ----------------------------------------- | ----------------------------------------- | ----------------------------------------- | ----------------------------------------- | ----------------------------------------- | ----------------------------------------- | ----------------------------------------- | ----------------------------------------- |
| Jahr                                      | 1818                                      | 1846                                      | 1871                                      | 1890                                      | 1910                                      | 1925                                      | 1939                                      | 1946                                      | 1950                                      | 1964                                      | 1971                                      | 1981                                      | 1991                                      | 2002                                      |
| Einwohner                                 | 203                                       | 226                                       | 303                                       | 310                                       | 280                                       | 266                                       | 238                                       | 459                                       | 452                                       | 315                                       | 302                                       | 243                                       | 200                                       | 179                                       |

Nach dem Zweiten Weltkrieg wurde das Rittergut enteignet und neun Neubauernstellen geschaffen. 1960 wurde die LPG Typ I „Wiesengrund“ in Leibchel gegründet.

### Besitzgeschichte
Leibchel war im Mittelalter Rittersitz. Dazu gehörten auch Glietz und Anteile an Mittweide und Schuhlen.
1527 wurde Valten von Streumen mit dem Teil von Leibchel, Schuhlen und Glietz belehnt, „soviel etwan Heinrich Lugkwan im Dorf Leupchel, im Dorf Sgchlicz und Scolin, zu Leupchel die Behausung und Gerichte und sonst da und in obbemelten Dörfern die pauern mit Zinsen, allen Gnaden und Rechten, obersten und niedersten Gerichten, Weinbergen, geistlichen und weltlichen Lehen, sonderlich aber 4 Bauern zu Dubrau, den Altaristen zu Leipchel gehörig.“ Weiter wurde Valte von Streumen mit einem Lehnstück in Mittweide und Schuhlen belehnt „soviel Georg Lugkwen seligen darinne gehabt, und den dritten Teil der Ober- und Niedergerichte in beiden Dörfern“. Weiter heißt es im Lehnbrief, dass er den dritten Teil des Zolls von Rentsch Luckwen gekauft hatte, nämlich (den Zoll), „der zwischen Leibchel und Mittweide von den bosen themen (Dämmen) gegeben wird“. Nach diesem Lehnbrief scheint es so, dass zumindest Schuhlen und Mittweide einmal in drei Teile geteilt war. Die Verwandtschaftsverhältnisse der genannten Georg, Heinrich und Rentsch (Reinhold oder Lorenz) von Luckowin sind nicht bekannt. Wie groß das Lehnstück in Glietz war, ergibt sich aus dem Lehnbrief nicht. Der genannte Heinrich von Luckowin ist vermutlich mit dem Heinrich von Luckowin identisch, der 1505 zusammen mit zwei weiteren Adeligen zwei Diener des Landvogt Heinrich von Plauen in der Forstschen Heide überfallen hatte, und auch an weiteren Gewalttätigkeiten beteiligt war. 1505 fand am Weinberg von Leibchel ein spektakulärer Überfall des Andreas von Bomsdorf auf Georg Kune, den Sohn des Niclas Kune und Bürgermeisters von Frankfurt (Oder) statt, bei dem Georg Kune 141 Gulden geraubt wurden.
Die von Luckowin waren ein altes markbrandenburgisches Adelsgeschlecht, das seinen Besitzschwerpunkt im Land Lebus, in den Herrschaften Beeskow und Storkow und in der nördlichen Niederlausitz um Leibchel herum hatte. Der Besitz war wie der obige Lehnbrief zeigt bereits unter viele Mitglieder der Familie aufgeteilt. Der Verkaufszeitpunkt muss schon einige Jahre zurück gelegen sein, denn bei obigem Lehnbrief handelte es sich nicht um eine Erstbelehnung, sondern um eine Wiederbelehnung bzw. Lehnsbestätigung nach dem Tod des böhmisch-ungarischen Königs Ludwig II. in der Schlacht bei Mohács 1526. Es ist anzunehmen, dass der Besitz der von Luckowin daher bereits mindestens in die zweite Hälfte des 15. Jahrhunderts zurück reicht. Der Lehnbrief lässt auch schließen, dass Glietz und Teile (?) von Mittweide und Schuhlen ursprünglich Zubehör eines Rittergutes mit Sitz in Leibchel waren.
Einen anderen Teil von Leibchel, Glietz und Schuhlen hatte Georg von Luckowin an Arnt/Arnd von Röbel verkauft. Er erhielt 1527 einen Lehnbrief über das Lehnstück „soviel wie Georg Lugkwan zu Leupchel, Glicz und Scolin am Sitz, Vorwerk, an Bauern, Zinsen, Renten, obersten und niedersten Gerichten besessen“. In die gesamte Hand aufgenommen waren seine Vettern Hans, Valten und Joachim Röbel zu Buch, die Brüder Joachim, Peter, Wulf und Georg Röbel in Hohenschönhausen und Antonius von Röbel in Eggersdorf. Auch hier handelte es sich um eine Wiederbelehnung, keine Erstbelehnung. Zur Musterung der Ritterpferde und Fußsoldaten der niederlausitzischen Stände 1520 in Guben war dagegen noch Georg von Luckowin mit einem Pferd und einem Fußknecht erschienen, „wegen Lubichol“, d. h. der Verkauf hat nach 1520 stattgefunden.

### Leibchel kommt an die Familie von Röbel
Valentin von Streumen auf Trebatsch verkaufte seinen Anteil mit Ausnahme von Getreidezinsen in Schuhlen 1541 weiter an Balthasar von Beerfelde. Mitbelehnt waren sein Vater Heinrich von Beerfelde auf Lossa und seine Brüder Friedrich und Georg. Balthasar von Beerfelde war mit Catharina von Röbel verheiratet, einer Tochter des Arnt von Röbel. Diese erhielt 1542 ein Leibgedinge von 1600 Gulden an Verschreibungen und 800 Gulden als Hypothek aus den niederlausitzischen Besitzungen ihres Mannes. Doch bereits 1546 verkaufte Balthasar von Beerfelde seinen Anteil an Leibchel an seinen Schwager Joachim von Röbel, der die Güter seines Vaters 1538 geerbt hatte. Zur Musterung der niederlausitzischen Stände 1554 erschienen Gorge Zabeltitz und Robel zum Lein und Leupchen mit einem Schützenpferd und zwei Fußknechten. Nach dessen Tod folgte ihm 1578 sein Sohn Arnt (d. J.) nach; mitbelehnt waren sein Bruder Heinrich zum Rosengart (Rosengarten bei Frankfurt (Oder)) und einige Vettern. Arnt von Röbel starb früh und ihm folgten 1586 seine Söhne Hans Joachim und der zu diesem Zeitpunkt noch minderjährige Zacharias von Röbel nach. Der Lehnbrief enthält nun nur noch die Lehnstücke in Leibchel und Glietz. Arnt (d. J.) von Röbel hatte 1582 sein Gut Biegen an die Söhne des kaiserlichen Feldmarschalls Joacim von Röbel auf Berlin-Buch verkauft. 1584 ein Darlehen von 1400 Gulden bei Albrecht Schenk von Landsberg auf Groß Leuthen aufgenommen und als Sicherheit für die jährlich in Höhe von 84 Talern anfallenden Zinsen Leibchel und Glietz verpfändet. Im gleichen Jahr belastete er die beiden Güter noch mit einem weiteren Darlehen in Höhe von 200 Gulden, das er von Hans von Bennewitz auf Groß Beuchow erhalten hatte. Das Gut war stark verschuldet und deshalb bat seine Witwe Barbara von Bredow als Vormund ihrer unmündigen Söhne den Niederlausitzer Landvogt um die Genehmigung zum Verkauf von Leibchel und Glietz an ihren Schwager und Bruder des Arnt, Heinrich von Röbel auf Rosengarten und Lichtenberg. Leibchel und Glietz gingen nun für 7200 Gulden an Heinrich von Röbel; es war derselbe Preis, um den Arnt von Röbel die beiden Dörfer in der brüderlichen Teilung von 1578 übernommen hatte. In einem späteren Lehnbrief für Heinrich von Röbel aus dem Jahr 1615 tauchen nun auch wieder Getreidezinsen in Schuhlen auf. Ob es dieselben sind, die seinerzeit Valten von Streumen sich vorbehalten hatte, ist nicht belegt, jedoch anzunehmen. Heinrich von Röbel hatte nun nicht nur die Kaufsumme aufzubringen, sondern musste auch noch 8000 Taler Schulden seines Bruders übernehmen. Er verkaufte das Gut Hohenwalde (bei Frankfurt (Oder)) an seinen Vetter Ehrenreich von Röbel. 1593 musste er wegen einer noch von seinem Bruder herrührenden Bürgschaft ein Darlehen von 1500 Taler bei Christoph von Maltitz auf Tauche aufnehmen und dafür Leibchel und Glietz verpfänden. 1597 musste er schließlich Leibchel und Glietz an Hans von Klitzing verkaufen, freilich auf Wiederkauf, der schließlich auch gelang. Heinrich hatte vier Söhne Wolf Dietrich, Joachim Ehrenreich und Christoph. Leibchel und Glietz hatte er zunächst seinem Sohn Christoph überlassen, Joachim verwaltete seine Güter in Rosengarten und Lichtenberg. Christoph starb aber noch vor 1613, sodass der Vater nun seinem Sohn Joachim Leibchel und Glietz zunächst verpachtete, 1613 schließlich um die vergleichsweise geringe Summe von 9100 Taler verkaufte. Joachim von Röbel hatte während seiner Pächterzeit wegen Wetter- und Brandschäden schon große Aufwendungen zum Wiederaufbau leisten müssen; dies wurde im geringen Kaufpreis berücksichtigt. „Laut besonderem Inventar“ war im Kauf enthalten, alles vorhandene Saatgut, und Braugerät und Braupfanne, ein deutlicher Hinweis auf die mit dem Gut verbundene Braugerechtigkeit. Die Hauptsumme von 8000 Taler war in fünf Raten zu tilgen. Die restlichen 1100 Taler sollten zu Lebzeiten auf dem Gut stehen bleiben und erst nach seinem Tode zu je einem Drittel an die drei noch lebenden Söhne des Heinrich verteilt werden. Von den jährlichen Zinsen in Höhe von 66 Taler sollte Joachim zwei seiner Schwestern versorgen, solange sie bei ihm wohnten. Heinrich von Röbel starb 1619. Joachim von Röbel erhielt 1623 den Lehnbrief über Leibchel und Glietz sowie über die Getreidezinsen in Schuhlen und einen Bauern in Dubrau, der dem Altaristen in Leibchel zinste. Mitbelehnt war sein Vetter Ehrenreich von Röbel auf Hohenwalde. Joachim von Röbel starb 1627; seine beiden Brüder waren schon vorher gestorben. Er hinterließ eine Witwe NN. von Raschkau und die zwei unmündigen Söhne Heinrich und Joachim. Die Witwe war eine Schwester des Albrecht von Raschkau auf Vorberg (Kreis Calau) und Hilmersdorf (Kreis Schweinitz). Vormünder der unmündigen Söhne des Joachim waren Joachim von Dransdorf und Heinrich Goltze. Sie suchten und erhielten Mutzettel 1628 bis zur Volljährigkeit ihrer Mündel. Allerdings schuldete der verstorbene Joachim von Röbel seinem Schwiegervater noch 2200 Taler, die dieser jedoch zum Wohle seiner Enkel gegen die übliche Verzinsung auf dem Gut stehen ließ. Er ließ sich mit Einwilligung des Mitbelehnten Ehrenreich von Röbel als Sicherheit Leibchel und Glietz als Pfand eintragen. Joachim (d. J.) verstarb anscheinend nur wenige Jahre später, denn 1631 erhielt Heinrich (d. J.) von Röbel den Lehnbrief über Leibchel und Glietz sowie die Getreidezinsen in Schuhlen. Doch waren immer noch nicht alle Schulden abgetragen. So musste er 1636 Glietz an Hans von Zittwitz auf Groß Leine verkaufen, allerdings auf Wiederkauf. 1640 verstarb Heinrich von Röbel ohne Leibeserben. Wie sich nun herausstellte, hatte Heinrich bzw. schon sein Vater Joachim es versäumt, ein Mitglied aus der weiteren Verwandtschaft in die gesamte Hand aufzunehmen, um das Lehn seiner Familie zu erhalten. Der Bruder des Joachim (d. Ä.), Wolf Dietrich war zwar schon früh und noch vor seinem Vater verstorben, er hatte jedoch aus seiner Ehe mit Eva von Köckritz zwei Söhne, den 1630 verstorbenen Hieronymus und den 1640 noch lebenden Hans Heinrich. Hieronymus und Hans Heinrich hatten schon 1630 um die Belehnung zur gesamten Hand nachgesucht. Dies wurde ihnen aber verweigert, da sie erst die richtige Befolgung der Lehn nach dem Tode von Heinrichs Vater und ihrem Onkel Joachim (d. Ä.) nachweisen sollten. Dies gelang ihnen zunächst nicht, zudem war Hieronymus erst 18 Jahre alt und damit noch nicht volljährig. 1630 setzte sich auch sein Onkel mütterlicherseits der kurbrandenburgische Oberstleutnant Hieronymus von Köckritz für ihn ein. Kurz darauf muss Hieronymus verstorben sein, denn in den Akten taucht er nicht mehr auf. Hans Heinrich dagegen versuchte weiterhin die Belehnung zur gesamten Hand zu bekommen. Nach der Entlassung aus dem Kriegsdienst habe er 1632 die Lehn gemutet und auch einen Berechtigungsschein erhalten. Nach dem Tod des Heinrich wird die Sache undurchsichtig. Einerseits liegt ein Dankesbrief des Hans Heinrich an den brandenburgischen Kurfürsten vor, in dem er sich für die Hilfe durch Samuel von Holzendorf auf Wittmannsdorf bei der Einweisung in sein Gut Leibchel bedankt. Andererseits beklage sich seine Witwe, Barbara Sofie von Vormannin nach dem Tod des Hans Heinrich 1643, dass ihr Ehemann als nächster Berechtigter die Lehn an Leibchel nicht erhalten habe und darüber unter Hinterlassung von zwei unmündigen Söhnen verstorben sei. Da sie keine Vormünder für ihre beiden Söhne fand, beantragte sie selbst die Vormundschaft und erhielt sie auch. Leider schweigen nun die Akten. Vermutlich fiel das Lehen nun dem Landesherrn heim, oder die Witwe musste die beiden Dörfer verkaufen. Leibchel und Glietz wurden nun getrennt.

### Leibchel unter den von Huhl
1651 kaufte der kursächsische Amtmann des Salzamtes Guben Johann Abraham Huhl (auch Huller) das Dorf Leibchel und legte 1655 den Lehnseid darüber ab. Ihm gehörte auch ein Anteil von Schuhlen und Stoßdorf (bei Luckau; heute devastiert). Glietz war 1651 an Henning von Zittwitz auf Groß Leine verkauft worden. 1650 wird Johann Abraham Huhl in den Akten als kursächsischer Kassierer bezeichnet, später war er Oberkriegskommissar. Er hatte zwei Brüder, den kaiserlicher Proviantmeister Johann und Johann Friedrich, die für Stoßdorf in die gesamte Hand aufgenommen waren. 1655 verkaufte er Stoßdorf, vermutlich um Leibchel bezahlen zu können. Johann Abraham Huhl war mit einer Anna Hedwig, geb. Pade (Bade, Baden) von Creutzenstein aus Mehseritz verheiratet, mit der er die Kinder Hans Siegmund, Ernst Elias, Hans Abraham, Hans Zacharias, Hans Christian, Rosina Elisabeth, Anna Hedwig und Sara Charitas hatte. Anna Hedwig von Huhl (* um 1660) war mit Christoph Friedrich von Zittwitz auf Groß Leine verheiratet. Johann Abraham Huhl leistete 1687 noch einmal den Lehnseid, muss aber bald darauf verstorben sein (Houwald). Nach dem Universallexikon von 1735 verstarb er aber bereits am 24. März 1684. 1690 wurden seine Söhne Hans Zacharias und Hans Siegmund den Lehnseid wegen Leibchel und Schuhlen (Anteil) ab. Sie wiederholten dies 1692. 1701 wurden sie in den Adelsstand erhoben bzw. bestätigt und erhielten das Prädikat Huhl von Onolzheim (angeblich in Mähren) und Leibchel. 1726 führten Siegmund Seifried von Köckritz auf Schuhlen und (Hans) Siegmund von Huhle einen Rechtsstreit um Hütungs- und Holzungsgerechtigkeiten auf der Feldmark Schuhlen. Später scheint Leibchel und Schuhlen (Anteil) im alleinigen Besitz des Hans Siegmund gewesen zu sein. 1708 schloss er einen Wiederkaufsvertrag mit Christoph Friedrich von Zittwitz über den Krug zu Schuhlen und ein wüstes Gut in Mittweide ab. Christoph Friedrich hatte diese Anteile für einen Kaufpreis von 1180 Taler und 64 Taler rückständiger Zinsen von seinem Bruder und seinem Vetter erworben. Das Geld hatte er sich von seinem Schwager Hans Siegmund leihen müssen. Außerdem fehlte ihm auch das Geld für den Wiederaufbau der beiden Güter. Daher verkaufte er beide Güter an seinen Schwager unter Vorbehalt eines auf 30 Jahre befristeten Wiederkaufrechtes. Hans Siegmund Huhl beabsichtigte, beide Güter wieder auf zu bauen. Der Prokurator der niederlausitzischen Rentkammer Immanuel Lauterbach legte aber 1713 Einspruch gegen dieses Geschäft ein. Christoph Friedrich von Zittwitz hätte den wüsten Krug in Schuhlen gar nicht verkaufen dürfen, da er für den Krug die Lehn weder nachgesucht noch erhalten habe. Außerdem hätte die Rentkammer ein Vorkaufsrecht auf den Krug gehabt, und mehr noch, er legte Einspruch gegen die Erbauung eines neuen Kruges ein. Er beantragte zudem, dass Hans Siegmund Huhl mit 100 Taler bestraft würde. Leider ist der weitere Fortgang des Verfahrens nicht bekannt.
1742 legte Hans Christian Erdmann von Huller die Lehnspflicht für Leibchel ab. Mitbelehnt zur gesamten Hand war sein Bruder (?) Hans Siegmund. Der Vater der beiden Brüder war nach dem Universallexikon (dort nur Hans Christian Erdmann genannt) Hans Zacharias von Huller. 1747 erhielt der Generalmajor Christian Hieronymus von Stutterheim die Exspektanz auf Leibchel und legte darüber den Homagialeid ab. Er starb aber nur zwei Jahre später. Die Exspektanz auf Leibchel ging nun an seinen Sohn Heinrich Gottlieb von Stutterheim über, der am 15. Februar 1751 den Homagialeid leistete. Die Gründe, warum mit einem baldigen Heimfall des Lehens Leibchel gerechnet wurde, und deshalb eine Exspektanz ausgestellt wurde, sind nicht bekannt. Doch nicht Heinrich Gottlieb von Stutterheim erhielt nun Leibchel, sondern der Landesälteste Joachim Heinrich von Langen auf Groß Leine, der schon am 19. März 1751 den Lehnseid für Leibchel ablegte. Hans Christian Erdmann von Huller konnte das Gut aber bereits ein Jahr später wieder erwerben und legte am 14. Juni 1742 und 4. Juli 1752 den Lehnseid für Leibchel ab. Mit in die gesamte Hand aufgenommen waren Friedrich Wilhelm von Zittwitz und Major Gottlieb Wilhelm von Bock. 1764 hatte Hans Christian Erdmann von Huller immer noch die Hauptlehn an Leibchel. Ende 1779/Anfang 1780 ist er verstorben, denn schon am 25. Februar 1780 leisteten die Brüder Ludwig Friedrich Tobias, Wilhelm Daniel Heinrich und Carl Heinrich Gotthelf von Zittwitz, die Söhne des Friedrich Wilhelm von Zittwitz auf Groß Leine, den Lehnseid für Leibchel. Zur gesamten Hand aufgenommen war auch Hans Abraham von Bock und Sofie Christiane Gräfin von Hordt geb. Gräfin von Podewils, die das schließlich 1781 kaufte. Im gleichen Jahr wurde das Gut in Erbe umgewandelt und am 17. Mai 1782 legte sie den Lehnseid für Leibchel ab. Sie besaß seit 1778 die benachbarte Standesherrschaft Leuthen. Sie war in erster Ehe mit Friedrich Wilhelm von Marschall verheiratet, von dem sie sich wieder scheiden ließ. Sie heiratete 1758 in zweiter Ehe den Johann August von Haeseler, der aber bereits 1763 verstarb. Mit ihm hatte sie den Sohn August Ferdinand. 1767 heiratete sie in dritter Ehe Emanuel Friedrich von Bredow. Dieser starb am 28. Januar 1780 in Berlin und wurde in Groß Leuthen begraben. 1781 heiratete Sofie Christina Dorothea in vierter Ehe den Johann Ludwig Graf von Hordt (Hård). 1783 kaufte sie auch Dorf und Rittersitz Groß Leine. Johann Ludwig Graf von Hordt starb am 21. August 1798. Sofie Christina Dorothea Gräfin von Hordt starb 1802.

### 19. Jahrhundert
1805 war Leibchel im Besitz des Oberamts-Regierungspräsidenten (August) Wilhelm von Trosky. Dieser starb 1808. Später übernahm August Ferdinand Graf von Häseler die Standesherrschaft Leuthen und dessen Nebengüter. Er heiratete 1816 Johanne Auguste Gräfin von Einsiedel. Er ist 1828 als Besitzer von Leibchel nachgewiesen. Am 6. Dezember 1838 starb August Ferdinand Graf von Häseler, Standesherr der Herrschaft Leuthen im Alter von 77 Jahren in Berlin. 1840 kaufte der Oberamtmann Christian Wilhelm Griebenow das Rittergut Leibchel für 37.000 Taler. 1852 trat Griebenow Leibchel an seine Tochter Dorothea Wilhelmine Amalie ab, die seit 1846 mit Wilhelm Freiherr von Gärtner verheiratet war. Vermutlich deshalb hieß Leibchel 1861 auch Weibe-Leibchel. Am 10. November 1858 erhielt er die Genehmigung zur Führung des Namens von Gärtner-Griebenow. Nach Berghaus umfasste das Rittergut Leibchel 1853 1506 Morgen. 1871 kaufte Wilhelm Freiherr von Gärtner-Griebenow das Schloss Höhnscheid bei Bad Arolsen in Nordhessen. 1854 war das Rittergut Leibchel an Albert Ziemann gekommen. Nach dem Generaladressbuch von 1879 war es zu diesem Zeitpunkt schon im Besitz des Heinrich Graf von Houwald auf Straupitz, der es für seinen zweiten Sohn Ernst Otto Freiherr von Houwald gekauft hatte. Nachdem nun der Vater und sein älterer Bruder Heinrich Ernst Willibald Freiherr von Houwald gestorben waren, erbte dieser nun die Standesherrschaft Straupitz und überließ Leibchel daher seinem jüngeren Bruder Christian Otto Freiherr von Houwald. Dieser wiederum verkaufte Leibchel an Bernhard von Franzius, der es weiter an den Generalkonsul Karl Reichel in Dresden veräußerte. 1914 hatte das Rittergut eine Größe von 351 ha. Erbin des Karl Reichel war seine Tochter Gabriele, die 1909 den Wilhelm Freiherr von Willisen (1880–1948) auf Glietz geheiratet hatte. 1928 oder 1929 verkauften sie das Rittergut Leibchel. Der Käufer ist bisher nicht bekannt. 1945/46 wurde das Gut enteignet und aufgeteilt.

## Politische Zugehörigkeit
Leibchel liegt in der Niederlausitz und gehörte dort zum Krummspreeischen Kreis, auch in sächsischer Zeit schon Lübbenscher Kreis genannt. Nach dem Übergang der Niederlausitz an Preußen wurde in der Kreisreform von 1816/17 der im Grunde neue Kreis Lübben geschaffen, der auch die frühere Herrschaft Beeskow mit einschloss. Die Herrschaft Storkow wurde an den Kreis Teltow angeschlossen. 1836 wurden die Kreise Teltow-Storkow und Lübben in diesen Umrissen wieder aufgelöst und daraus die Kreise Teltow und Lübben in ihrer früheren Form wieder hergestellt. Aus den früheren Herrschaften Beeskow und Storkow wurde der Kreis Beeskow-Storkow geschaffen. Leibchel gehörte vor der Kreisreform von 1816/17, nach dieser Kreisreform und auch nach der Restitution der früheren Kreise immer zum Kreis Lübben. Es verblieb auch bei den Kreisreformen von 1950 und 1952 in der damaligen DDR beim Kreis Lübben. Nach der Wende 1989/90 wurde der Kreis Lübben 1990 noch in Landkreis Lübben umbenannt. 1992 schloss sich Leibchel mit 16 anderen Gemeinden zum Amt Märkische Heide zusammen. 1993 wurde der Kreis Lübben zusammen mit den Kreisen Königs Wusterhausen und Luckau zum Landkreis Dahme-Spreewald zusammengeschlossen. Zum 26. Oktober 2003 bildete sich aus den 17 Gemeinden des Amtes Märkische Heide die neue Gemeinde Märkische Heide; das Amt Märkische Heide wurde zeitgleich aufgelöst. Seither ist Leibchel ein Ortsteil der Gemeinde Märkische Heide im Landkreis Dahme-Spreewald.

## Kirchliche Zugehörigkeit
1819 zum Kirchspiel gehören Dollgen, Klein Leuthen, Glietz und Klein Leine
1820 Tochterkirche von Mittweide

## Denkmale und Sehenswürdigkeiten
Die Denkmalliste des Landes Brandenburg für den Landkreis Dahme-Spreewald verzeichnet zwei Bodendenkmale und ein Baudenkmal:

### Bodendenkmale
- Nr. 12380 Flur 5: Siedlung Urgeschichte
- Nr. 12381 Flur 2,3: Dorfkern Neuzeit, Turmhügel deutsches Mittelalter, Dorfkern deutsches Mittelalter, Turmhügel Neuzeit

Kirche von Leibchel, Bleizeichnung auf Papier, 13 × 8 cm, unbekannter Meister, 1889

### Baudenkmale
In der Liste der Baudenkmale in Märkische Heide ist für Leibchel 
die Dorfkirche Leibchel (Leibcheler Dorfstraße 25; ID-Nr. 09140144) als einziges Baudenkmal aufgeführt: Der verputzte Saalbau aus Feldstein stammt aus dem 15. Jahrhundert. Der quadratische Dachturm aus Backstein über dem westlichen Dach dürfte wohl 1786 errichtet worden sein. Das Pyramidendach des Turms besitzt einen quadratischen hölzernen Aufsatz. Vom ursprünglichen Bau haben sich noch das spitzbogige Südportal und ein Ostfenster erhalten. Alle anderen Öffnungen wurden später verändert. Die Kirche ist innen flachgedeckt, der Turm durch zwei Pfeiler abgestützt. Zwischen den Pfeilern befindet sich eine hölzerne Empore. Der schlichte Kanzelaltar stammt noch aus 17. Jahrhundert. In der Predella ist das Abendmahl dargestellt.

### Die Feuersteinaxt von Leibchel
Bei Leibchel wurde Ende des 19. Jahrhunderts eine außergewöhnliche Feuersteinaxt gefunden, die eine Länge von 19 cm und eine Breite von 3,2 cm hat. Sie ist 2,4 cm dick und wiegt 500 g. Möglicherweise wurde sie auf Rügen gefertigt und macht einen wenig benutzten Eindruck. Sie wurde in Leibchel beim Bau eines Hauses in trockenem Sandboden unter einem Haufen, z. T. gesprengten Feldsteinen gefunden.

## Persönlichkeiten
- Otto Lukas (* 24. Dezember 1881 in Leibchel; † 6. Juni 1956 in Berlin), deutscher Lehrer, Dichter und Schriftsteller.